# 5007 Кей
5007 Кей (5007 Keay) — астероїд головного поясу. Відкритий 20 жовтня 1990 року Робертом Макнотом. Названий на честь Коліна Стюарта Ліндсея Кея (Colin Stewart Lindsay Keay) — колишнього президента Центру малих планет.
Тіссеранів параметр щодо Юпітера — 3,314.